# Marabel
Marabel è il secondo album del cantautore italiano Massimo Bubola, pubblicato nel 1979 dall'etichetta discografica Philips.

## Descrizione
Nella ristampa in CD del 2008 sono stati aggiunti i 2 brani del 45 giri pubblicato dopo l'estate nello stesso anno: Chi ruberà e Bar dei cuori infranti.

## Tracce
- LP (Philips, 6323 075)

Lato A
Testi e musiche di Massimo Bubola.
1. Marabel – 3:27
2. La strada (Tre carte) – 3:41
3. Lorelai – 2:57
4. Cocis – 5:42

Durata totale: 15:47
Lato B
1. Billi, Iris & Re Michele – 4:20
2. Maria che ci consola – 4:11
3. Ferida – 5:00
4. Buona stella – 3:55

Durata totale: 17:26

## Edizione del 2008
CD (Universal Music Italia, 1757291)
Testi e musiche di Massimo Bubola, eccetto dove indicato.
1. Marabel – 3:27
2. La strada (Tre carte) – 3:41
3. Lorelai – 2:57
4. Cocis – 5:42
5. Billi, Iris & Re Michele – 4:20
6. Maria che ci consola – 4:11
7. Ferida – 5:00
8. Buona stella – 3:55
9. Chi ruberà – 3:09 – (Bonus Track)
10. Bar dei cuori infranti – 3:46 (Massimo Bubola, Carlo Facchini) – (Bonus Track)

Durata totale: 40:08

## Formazione
- Massimo Bubola - voce
- Alberto Visentin - pianoforte, tastiera
- Roberto Puleo - chitarra
- George Sims - chitarra
- Roger Smith - basso
- Franco Di Stefano - batteria, percussioni

### Produzione
- Antonello Venditti - produttore
- Registrato presso gli Studi Quattro/1 di Roma, Italia, nei mesi di ottobre e novembre del 1978
- Franco Finetti - tecnico del suono e del mixaggio[2]